# Guatemala nos Jogos Olímpicos de Verão de 1980
A Guatemala competiu nos Jogos Olímpicos de Verão de 1980 em Moscou, União Soviética.